# Argyrochosma palmeri
Argyrochosma palmeri är en kantbräkenväxtart som först beskrevs av Bak., och fick sitt nu gällande namn av Michael D. Windham. Argyrochosma palmeri ingår i släktet Argyrochosma och familjen Pteridaceae. Inga underarter finns listade.